# Jelena Janković
Jelena Janković (Serbio: Јелена Јанковић, Belgrado, República Federal Socialista de Yugoslavia, 28 de febrero de 1985) es una exjugadora de tenis profesional serbia. Ha sido número 1 del ranking mundial; semifinalista del Abierto de Australia, Roland Garros y finalista del Abierto de Estados Unidos 2008. En 2007 fue campeona en la categoría de dobles mixto en Wimbledon.

## Biografía
Jankovic es la tercera hija del montenegrino Veselin y de la serbia Snežana Janković, ambos economistas.
A la edad de nueve años fue introducida en el mundo del tenis por su hermano (que es a la vez su preparador físico), Marko, luego de lo cual se fue a preparar a la famosa academia de tenis de Nick Bollettieri.
Actualmente reside en Dubái, Emiratos Árabes Unidos.

## Carrera Deportiva

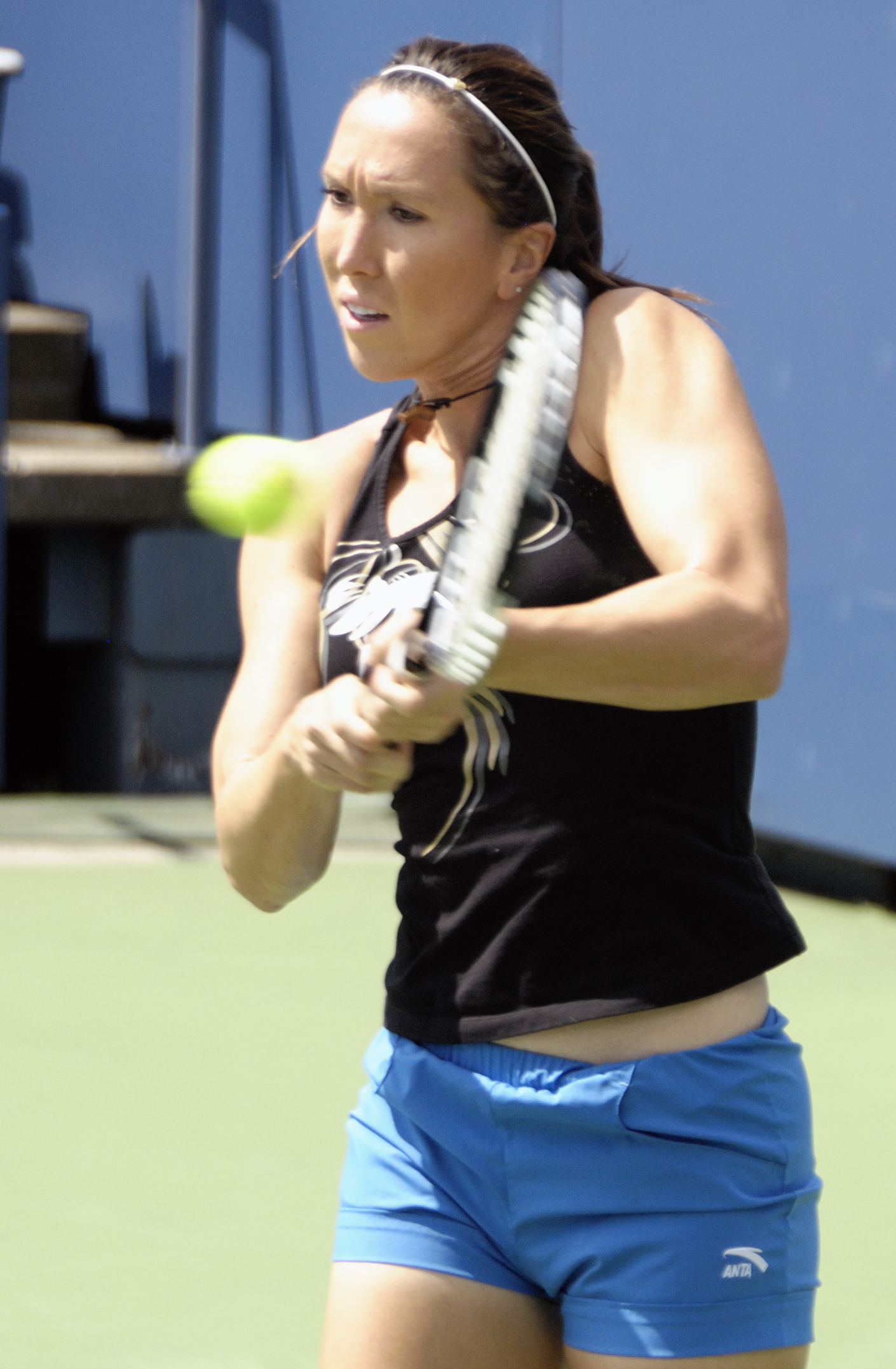
Jelena Janković en el Abierto de Estados Unidos de 2009.

Janković pronto dio muestras de ser una jugadora muy sólida, tanto en su tenis como en su físico, llegando a obtener grandes victorias ante tenistas de la talla de Amélie Mauresmo o Martina Hingis.
En el 2006, comienza su firme ascenso, obteniendo buenos resultados en torneos de Grand Slam y culminando ese año en el puesto número 12 de la clasificación de la WTA.
El 2007 lo inicia con pie derecho, ganando su primer torneo en Auckland. La serbia necesitó casi tres horas para imponerse por 7-6 (9), 5-7 y 6-3 en la final a la rusa Vera Zvonareva, quien sólo claudicó en la manga final. Este sería el único set que perdería Janković en dicho torneo.
En poco tiempo, a la semana siguiente, hizo su segunda aparición del año, esta vez en el torneo de Sídney, en el que sorprendió derrotando en primera ronda a la suiza Martina Hingis, quinta favorita y semifinalista del certamen en el 2006. En cuartos de final derrotaría a la preclasificada número uno del torneo, la francesa Amelie Mauresmo, con un contundente 7-5 y 6-0. En semifinales, derrotaría a la checa Nicole Vaidišová, mejor ranqueada que ella y favorita número ocho del torneo, por marcador de 6-4, 4-6 y 6-4. Así, en su segunda final consecutiva del año, Jelena enfrentaría nada más y nada menos que a la durísima jugadora belga Kim Clijsters, favorita al título. El marcador final fue para Clijsters por 4-6, 7-6 y 6-4. Janković pudo haberse quedarse con el triunfo después de ganar el primer set y sacar para ganar en el décimo y duodécimo juegos del segundo, pero los nervios le jugaron una mala pasada y la belga logró emparejar el set y definirlo en la muerte súbita. Así, Clijsters rompería con un impresionante número de 9 partidos consecutivos en los que Janković no conocía la derrota.
Estos torneos le servirían de preparación para arribar al primer Gran Slam de la temporada. En el Abierto de Australia, después de solventar con facilidad sus tres primeros choques, se encontraría contra la menor de las hermanas Williams, Serena, quien en ese momento demostraba su rápida recuperación y sus ansias de volver al trono de la WTA. La serbia diría adiós en esta ronda por los octavos de final, frente a una inspirada estadounidense, que la despacharía en sets corridos, con marcador de 6-2 y 6-3.
Actualmente, Janković ocupa el lugar 506 de la WTA.

## Torneos de Grand Slam

### Individuales

#### Finales (1)
| Año  | Campeonato        | Oponente en la final | Resultado |
| 2008 | Abierto de EE.UU. | Serena Williams      | 4-6, 5-7  |

### Dobles mixto

#### Títulos (1)
| Año  | Campeonato | Pareja       | Oponentes en la final       | Resultado     |
| 2007 | Wimbledon  | Jamie Murray | Jonas Björkman Alicia Molik | 6-4, 3-6, 6-1 |

## Títulos WTA (17; 15+2)

### Individual (15)
| Leyenda: Antes de 2009          | Leyenda: A partir de 2009 |
| ------------------------------- | ------------------------- |
| Grand Slam (0)                  |                           |
| Juegos Olímpicos (0)            |                           |
| WTA Tour Championships (0)      |                           |
| WTA Tournament of Champions (0) |                           |
| Tier I (4)                      | Premier Mandatory (1)     |
| Tier II (2)                     | Premier 5 (1)             |
| Tier III (2)                    | Premier (0)               |
| Tier IV & V (1)                 | International (4)         |

| Finales por superficie |
| ---------------------- |
| Dura (8)               |
| Hierba (1)             |
| Tierra batida (6)      |

| N.º | Fecha                    | Torneo       | Superficie    | Oponente en la final | Resultado        |
| --- | ------------------------ | ------------ | ------------- | -------------------- | ---------------- |
| 1.  | 2 de mayo de 2004        | Budapest     | Tierra batida | Martina Suchá        | 7-6(4), 6-3      |
| 2.  | 6 de enero de 2007       | Auckland     | Dura          | Vera Zvonareva       | 7-6(9), 5-7, 6-3 |
| 3.  | 15 de abril de 2007      | Charleston   | Tierra batida | Dinara Sáfina        | 6-2, 6-2         |
| 4.  | 20 de mayo de 2007       | Roma         | Tierra batida | Svetlana Kuznetsova  | 7-5, 6-1         |
| 5.  | 17 de junio de 2007      | Birmingham   | Hierba        | María Sharápova      | 4-6, 6-3, 7-5    |
| 6.  | 18 de mayo de 2008       | Roma         | Tierra batida | Alizé Cornet         | 6-2, 6-2         |
| 7.  | 28 de septiembre de 2008 | Pekín        | Dura          | Svetlana Kuznetsova  | 6-3, 6-2         |
| 8.  | 5 de octubre de 2008     | Stuttgart    | Dura (i)      | Nadia Petrova        | 6-4, 6-3         |
| 9.  | 12 de octubre de 2008    | Moscú        | Dura (i)      | Vera Zvonareva       | 6-2, 6-4         |
| 10. | 12 de abril de 2009      | Marbella     | Tierra batida | Carla Suárez         | 6-3, 3-6, 6-3    |
| 11. | 16 de agosto de 2009     | Cincinnati   | Dura          | Dinara Sáfina        | 6-4, 6-2         |
| 12. | 21 de marzo de 2010      | Indian Wells | Dura          | Caroline Wozniacki   | 6-2, 6-4         |
| 13. | 24 de febrero de 2013    | Bogotá       | Tierra batida | Paula Ormaechea      | 6-1, 6-2         |
| 14. | 26 de septiembre de 2015 | Guangzhou    | Dura          | Denisa Allertová     | 6-2, 6-0         |
| 15. | 18 de octubre de 2015    | Hong Kong    | Dura          | Angelique Kerber     | 3-6, 7-6(4), 6-1 |

#### Finalista (21)
| N.º | Fecha                    | Torneo             | Superficie    | Oponente en la final      | Resultado        |
| --- | ------------------------ | ------------------ | ------------- | ------------------------- | ---------------- |
| 1.  | 5 de marzo de 2005       | Dubái              | Dura          | Lindsay Davenport         | 4-6, 6-3, 4-6    |
| 2.  | 6 de junio de 2005       | Birmingham         | Hierba        | María Sharápova           | 2-6, 6-4, 1-6    |
| 3.  | 2 de octubre de 2005     | Seúl               | Dura          | Nicole Vaidišová          | 5-7, 3-6         |
| 4.  | 13 de agosto de 2006     | Los Ángeles        | Dura          | Yelena Dementieva         | 3-6, 6-4, 4-6    |
| 5.  | 12 de enero de 2007      | Sídney             | Dura          | Kim Clijsters             | 6-4, 6-7(1), 4-6 |
| 6.  | 23 de junio de 2007      | 's-Hertogenbosch   | Hierba        | Anna Chakvetadze          | 6-7(2), 6-3, 3-6 |
| 7.  | 13 de agosto de 2007     | Toronto            | Dura          | Justine Henin             | 6-7(3), 5-7      |
| 8.  | 23 de septiembre de 2007 | Pekín              | Dura          | Ágnes Szávay              | 7-6(7), 5-7, 2-6 |
| 9.  | 5 de abril de 2008       | Miami              | Dura          | Serena Williams           | 1-6, 7-5, 3-6    |
| 10. | 7 de septiembre de 2008  | Abierto de EE. UU. | Dura          | Serena Williams           | 4-6, 5-7         |
| 11. | 3 de octubre de 2009     | Tokio (Pacífico)   | Dura          | María Sharápova           | 2-5, ret.        |
| 12. | 8 de mayo de 2010        | Roma               | Tierra batida | María José Martínez       | 6-7(5), 5-7      |
| 13. | 6 de marzo de 2011       | Monterrey          | Dura          | Anastasiya Pavliuchenkova | 6-2, 2-6, 3-6    |
| 14. | 21 de agosto de 2011     | Cincinnati         | Dura          | María Sharápova           | 6-4, 6-7(3), 3-6 |
| 15. | 18 de junio de 2012      | Birmingham         | Hierba        | Melanie Oudin             | 4-6, 2-6         |
| 16. | 24 de agosto de 2012     | Dallas             | Dura          | Roberta Vinci             | 5-7, 3-6         |
| 17. | 7 de abril de 2013       | Charleston         | Tierra batida | Serena Williams           | 6-3, 0-6, 2-6    |
| 18. | 6 de octubre de 2013     | Pekín              | Dura          | Serena Williams           | 2-6, 2-6         |
| 19. | 13 de abril de 2014      | Bogotá             | Tierra batida | Caroline Garcia           | 3-6, 4-6         |
| 20. | 22 de marzo de 2015      | Indian Wells       | Dura          | Simona Halep              | 6-2, 5-7, 4-6    |
| 21. | 24 de septiembre de 2016 | Guangzhou          | Dura          | Lesia Tsurenko            | 4-6, 6-3, 4-6    |

### Dobles (2)
| Leyenda: Antes de 2009     | Leyenda: A partir de 2009 |
| -------------------------- | ------------------------- |
| Grand Slam (0)             |                           |
| WTA Tour Championships (0) |                           |
| Tier I (0)                 | Premier Mandatory (0)     |
| Tier II (0)                | Premier 5 (1)             |
| Tier III (1)               | Premier (0)               |
| Tier IV & V (0)            | International (0)         |

| Finales por superficie |
| ---------------------- |
| Dura (1)               |
| Hierba (1)             |
| Moqueta (0)            |
| Tierra batida (0)      |

| N.º | Fecha                 | Torneo     | Superficie | Pareja             | Oponente en la final              | Resultado        |
| --- | --------------------- | ---------- | ---------- | ------------------ | --------------------------------- | ---------------- |
| 1.  | 28 de octubre de 2006 | Birmingham | Hierba     | Na Li              | Jill Craybas Liezel Huber         | 6-2, 6-4         |
| 2.  | 11 de agosto de 2013  | Toronto    | Dura       | Katarina Srebotnik | Anna-Lena Grönefeld Květa Peschke | 5-7, 6-2, [10-6] |

#### Finalista (3)
| N.º | Fecha               | Torneo           | Superficie | Pareja                    | Oponente en la final            | Resultado        |
| --- | ------------------- | ---------------- | ---------- | ------------------------- | ------------------------------- | ---------------- |
| 1.  | 13 de junio de 2015 | 's-Hertogenbosch | Hierba     | Anastasiya Pavliuchenkova | Asia Muhammad Laura Siegemund   | 3-6, 5-7         |
| 2.  | 26 de julio de 2015 | Estambul         | Dura       | Çağla Büyükakçay          | Daria Gavrilova Elina Svitólina | 7-5, 1-6, [4-10] |
| 3.  | 25 de junio de 2017 | Mallorca         | Hierba     | Anastasija Sevastova      | Yung-Jan Chan Martina Hingis    | w/o              |

## Clasificación en torneos del Grand Slam

### Individuales
| Torneo                                                                       | 2003 | 2004 | 2005 | 2006 | 2007 | 2008 | 2009 | 2010 | 2011 | 2012 | 2013 | 2014 | 2015 | 2016 | G-P    | Títulos |
| ---------------------------------------------------------------------------- | ---- | ---- | ---- | ---- | ---- | ---- | ---- | ---- | ---- | ---- | ---- | ---- | ---- | ---- | ------ | ------- |
| Abierto de Australia                                                         | 2R   | 2R   | 2R   | 2R   | 4R   | SF   | 4R   | 3R   | 2R   | 4R   | 3R   | 4R   | 4R   | 1R   | 26-13  | 0       |
| Roland Garros                                                                | -    | 1R   | 1R   | 3R   | SF   | SF   | 4R   | SF   | 4R   | 2R   | CF   | 4R   | 1R   |      | 31-12  | 0       |
| Wimbledon                                                                    | -    | 1R   | 3R   | 4R   | 4R   | 4R   | 3R   | 4R   | 1R   | 1R   | 2R   | 1R   | 4R   |      | 20-12  | 0       |
| Abierto de EE. UU.                                                           | -    | 2R   | 3R   | SF   | CF   | F    | 3R   | 2R   | 3R   | 3R   | 4R   | 4R   | 1R   |      | 31-12  | 0       |
| Total                                                                        | 1-1  | 2-4  | 5-4  | 12-4 | 15-4 | 19-4 | 10-4 | 11-4 | 6-4  | 6-4  | 10-4 | 9-4  | 6-4  | 0-1  | 112-50 | 0       |
| Leyenda: G:Torneo ganado; F:Finalista; SF:Semifinalista; CF:Cuartos de final |      |      |      |      |      |      |      |      |      |      |      |      |      |      |        |         |